# Vuelo 1883 de Continental Airlines
El vuelo 1883 de Continental Airlines fue un vuelo realizado en un Boeing 757 que aterrizó equivocadamente en la pista de rodaje en el Aeropuerto Internacional Libertad de Newark, Estados Unidos en la tarde del 28 de octubre de 2006. No se reportaron lesiones o daños, pero el suceso que pudo llegar a ser catastrófico fue investigado por el Junta Nacional de Seguridad del Transporte (NTSB), y llevó a la Administración Federal de Aviación (FAA) a revaluar y modificar los procedimientos de seguridad aérea y terrestre en y alrededor del aeropuerto de Newark.

## Aeronave e información de vuelo
El vuelo 1883 de Continental Airlines era un vuelo de pasajeros programado el 28 de octubre de 2006 desde el Aeropuerto Internacional de Orlando hasta el Aeropuerto Internacional Libertad de Newark. El vuelo fue operado usando un Boeing 757-224, un avión angosto, bimotor, de reacción, de matrícula N17105. El vuelo 1883 tenía 148 pasajeros y 6 tripulantes a bordo
El primer oficial estaba volando el avión para el acercamiento a Newark y era la primera vez que aterrizaba en Newark en la pista 29.

## Incidente
El vuelo 1883 se acercó a Newark desde el norte, planeando inicialmente aterrizar en la pista 22L (22 del lado izquierdo) usando aproximación por instrumentos de ILS. A medida que el vuelo descendía a una altitud de entre 2.400 y 2.700 metros, los controladores de tránsito aéreo instruyeron al vuelo 1883 a circular para aterrizar en la pista 29. Esto requería descender hacia la pista 22L, seguida de una maniobra circular de baja altitud que requería un giro a la derecha a sólo 270 metros para alinearse para la pista 29.
Cuando la tripulación de vuelo descendió y giró hacia el aeropuerto, observaron cuatro luces indicadoras de trayectoria blancas, que creían localizadas a la izquierda de la pista, lo cual era incorrecto, pues los procedimientos de instrumento para Newark describieron estas luces indicadoras como a la derecha de la pista. Manteniendo las luces indicadoras a su izquierda, los pilotos aterrizaron en la pista de rodaje Z de 23 metros de ancho a las 18:31 EDT. El Boeing 757, con una envergadura de 47 metros, tocó suelo a 240 Km/h cerca de la intersección de las pistas de rodaje Z y R, desaceleró y se detuvo sin incidentes. El avión entonces carreteó a la puerta donde todos los pasajeros descendieron. Según la FAA, todos los sistemas de iluminación asociados con la pista 29 y la calle de rodaje Z estaban funcionando normalmente en ese momento. La pista 29, la pista de aterrizaje prevista, tiene 46 metros de ancho y 2.100 metros de largo.

## Investigación

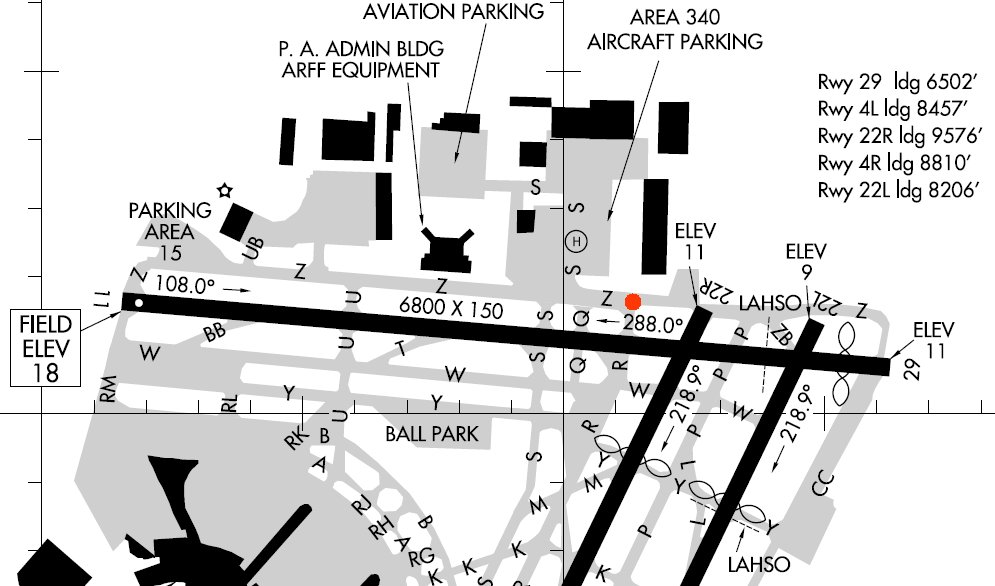
Sección de la pista de rodaje KEWR con el punto rojo que representa aproximación, punto de aterrizaje - recorrido en tierra a la izquierda del punto rojo

El incidente fue investigado por la Junta Nacional de Seguridad del Transporte (NTSB).
Como parte de su investigación, se realizó un vuelo alrededor del aeropuerto para evaluar la iluminación y la visibilidad de las pistas y calles de rodaje. Con la iluminación de la pista 29 y la pista de rodaje ajustada a los mismos niveles de brillo utilizados durante el incidente, el NTSB observó que las luces de la calle de rodaje Z parecían un poco más brillantes que las luces de la pista 29. Sin embargo, las luces de la línea central usadas en Z eran para indicar una calle de rodaje, las luces blancas de la línea central usadas en 29 para indicar la pista de aterrizaje eran claramente visibles para los aviones en aproximación.
En su informe final, el NTSB describió la causa probable del incidente como:

La identificación errónea desde la cabina de vuelo de la pista de rodaje paralela como pista activa, dando lugar a que la tripulación de vuelo ejecute un aterrizaje en la calle de rodaje. Contribuyeron las condiciones de iluminación nocturna.

## Consecuencias
Este evento causó una revaluación de la iluminación diferencial de la pista y de la pista de rodaje, así como de los procedimientos de llegada en el aeropuerto de Newark. El NTSB señaló en su informe que como resultado del incidente, la FAA instituyó dos tipos de cambios en sus procedimientos, en el aire y sobre el terreno, para reducir la posibilidad de que se repita. En el aire, la FAA agregó dos nuevos procedimientos de llegada, GIMEE 19-7-1 y GRITY 19-7-1A, que espera proporcionar una mejor guía de navegación a la pista en condiciones similares. Sobre el terreno, la FAA y los funcionarios aeroportuarios aumentaron la diferencia entre las intensidades de iluminación de las calles de rodaje y las pistas de aterrizaje, para permitir a los pilotos distinguir mejor entre ellos bajo condiciones de poca luz.
Ambos pilotos fueron puestos en tierra por la aerolínea después del incidente, pero fueron devueltos al servicio después de reentrenarlos.